# Phellinus nothofagi
Phellinus nothofagi är en svampart som först beskrevs av Gordon Herriot Cunningham, och fick sitt nu gällande namn av Leif Ryvarden 1972. Phellinus nothofagi ingår i släktet Phellinus och familjen Hymenochaetaceae.   Inga underarter finns listade i Catalogue of Life.